# Edwin August
Pour les articles homonymes, voir August.
Edwin August est un acteur, réalisateur et scénariste américain né le 20 novembre 1883 à Saint-Louis, Missouri (États-Unis), mort le 4 mars 1964 à Hollywood (États-Unis).

## Filmographie

### comme acteur

#### 1909
- The Welcome Burglar de D. W. Griffith
- The Lure of the Gown de D. W. Griffith
- The Son's Return (it) de D. W. Griffith
- The Cardinal's Conspiracy (it) de D. W. Griffith
- The Renunciation de D. W. Griffith
- Getting Even (en) de D. W. Griffith

#### 1910
- A Child's Impulse (it) de D. W. Griffith
- The Little Fiddler
- The Stars and Stripes (it) de J. Searle Dawley
- With Bridges Burned : le mari
- Derrière les volets clos (en) (The House with Closed Shutters) de D. W. Griffith
- Love and the Law d'Edwin S. Porter
- Muggsy Becomes a Hero (it) de Frank Powell
- The Big Scoop de Frank McGlynn Sr. : Jim Connors, reporter
- The Song That Reached His Heart de J. Searle Dawley
- The Message of the Violin (it) de D. W. Griffith : À la réception
- Waiter No. 5 (it) de D. W. Griffith : Au restaurant
- Le Fugitif (en) (The Fugitive) de D. W. Griffith : John, Union Son
- Simple Charity (it) de D. W. Griffith : Le docteur
- Into the Jaws of Death
- A Child's Stratagem (it) de D. W. Griffith : John Walton
- Happy Jack, a Hero de Frank Powell : Le prétendant de la fille
- The Golden Supper (it) de D. W. Griffith : Prince Julian
- White Roses de Frank Powell et D. W. Griffith
- Winning Back His Love (en) de D. W. Griffith : Un ami

#### 1911
- Fate's Turning (en) de D. W. Griffith : Au mariage
- A Wreath of Orange Blossoms (it) de D. W. Griffith et Frank Powell : Le mari
- His Daughter (en) de D. W. Griffith : William Whittier
- Conscience de D. W. Griffith : Howard Raymond
- Madame Rex (it) de D. W. Griffith
- The Smile of a Child (it) de D. W. Griffith
- A Country Cupid (it) de D. W. Griffith : Jack
- Out from the Shadow (it) de D. W. Griffith : Mr. Vane
- The Ruling Passion (it) de D. W. Griffith
- The Rose of Kentucky (it) de D. W. Griffith
- The Stuff Heroes Are Made Of (it) de D. W. Griffith et Frank Powell : Le jeune auteur
- The Squaw's Love (it) de D. W. Griffith : un indien
- The Revenue Man and the Girl (it) de D. W. Griffith : L'homme aux revenus
- Her Awakening (it) de D. W. Griffith
- The Making of a Man (it) de D. W. Griffith : Un parent de la jeune femme (non confirmé)
- Italian Blood (it) de D. W. Griffith
- The Long Road (it) de D. W. Griffith : À la réception
- The Battle, de D. W. Griffith : Un agent de l'Union
- The Trail of Books (it) de D. W. Griffith : Le mari
- Through Darkened Vales (it) de D. W. Griffith
- The Failure (it) de D. W. Griffith : À la taverne
- The Voice of the Child de D. W. Griffith : Le mari

#### 1912
- A Tale of the Wilderness (it) de D. W. Griffith : Le jeune frère du hors-la-loi
- The Eternal Mother de D. W. Griffith : John, le mari
- The Old Bookkeeper (en) de D. W. Griffith : L'employeur de l'ancien comptable
- A Blot on the 'Scutcheon (it) de D. W. Griffith : Henry, Earl Mertoun
- Sous un ciel de feu (Under Burning Skies) de D. W. Griffith : Dans la rue
- The Girl and Her Trust (en) de D. W. Griffith : Le jeune vagabond
- Those Hicksville Boys de Mack Sennett : Picknicker
- Oh, Those Eyes de Mack Sennett : Un admirateur
- Fate's Interception de D. W. Griffith : Un américain
- One Is Business, the Other Crime (en) de D. W. Griffith : Le riche mari
- The Lesser Evil, de D. W. Griffith : L'amoureux de la jeune femme
- The Old Actor de D. W. Griffith : L'amoureux de la fille du vieil acteur
- When the Fire-Bells Rang (it) de Mack Sennett : À l'audience
- His Lesson de D. W. Griffith : Bob, le mari
- A Beast at Bay (en) de D. W. Griffith : L'idéal de la jeune femme
- Lena and the Geese (pt) de D. W. Griffith : Père de Lena
- The School Teacher and the Waif (pt) de D. W. Griffith : Le professeur
- The Sands of Dee (pt) de D. W. Griffith : L'artiste
- His Madonna de Frank Powell : Edwin Gordon
- Dora, de Frank Powell : William
- A Child's Remorse (pt) de D. W. Griffith : Le père de l'enfant
- The Burglar and the Rose : Tom Duncan, le cambrioleur
- His Life
- The Players : The Young Actor
- At the Rainbow's End : John Lee
- The Good for Nothing de Lloyd B. Carleton : Dick Evans - the Good for Nothing
- Satin and Gingham de Lloyd B. Carleton : Tom - a Young Clergyman
- Twixt Love and Ambition (en) de Siegmund Lubin : John Sterne
- The Crooked Path de Fred E. Wright (en) : L'ecclésiastique
- When Love Leads de Lloyd B. Carleton
- The Mountebank's Daughter : Le ministre
- Toys of Destiny : David Baldwin
- A Mother's Strategy

#### 1913
- The Tramp Reporter
- On Burning Sands
- The Rugged Coast
- Their Mutual Friend
- His Ideal of Power
- Two Sides to the Story
- The Law of Compensation
- In a Roman Garden
- The Curse
- The Calling of Louis Mona
- Bachelor Bill's Birthday Present
- The End of the Quest
- The Sea Maiden : Edmond Vance
- The Violet Bride
- His Weakness Conquered : Jack Hamilton
- The Spell : Le jeune docteur
- The Actor
- Fate and Three : Henry
- Courage of the Commonplace : Un travailleur agricole
- The Heart of a Heathen
- The Folly of It All
- His Lordship Billy Smoke : Billy Smoke, un cowboy
- The Reincarnation of a Soul
- In the Cycle of Life
- The Blood Red Tape of Charity : William Weldon
- The Pilgrim -- Messenger of Love
- Through Barriers of Fire
- A Man in the World of Men
- The Lesson the Children Taught
- A Stolen Identity
- A Seaside Samaritan
- His Own Blood : David Harding, fabricant de millionaires
- What Happened to Freckles
- The Unhappy Pair

#### 1914
- An Evil of the Slums
- Them Ol' Letters
- Trust Begets Trust
- Coincidental Bridegroom
- Into the Lion's Pit
- Withered Hands
- My Mother's Irish Shawls
- Silent Trails
- Hand That Rules the World
- The Faith of Two
- Hands Invisible
- The Romance of an Actor
- Pitfalls
- The Taint of an Alien
- Old California
- Brute Force de D. W. Griffith
- The Two Gun Man
- The Awakening : Herbert Randolph
- The Hoosier Schoolmaster

#### 1915
- When It Strikes Home : Richard Hartley
- His Wife's Past
- The Bomb Throwers
- Evidence : Curley Lushington

#### 1916
- The Yellow Passport : Adolph Rosenheimer
- The Social Highwayman (it) d'Edwin August : John Jaffray / Curtis Jaffray
- The Perils of Divorce

#### 1917
- A Tale of Two Nations
- The Missing Wallet

#### 1918
- The City of Tears : Tony Bonchi
- The Lion's Claws : Roger Hammond
- A Broadway Scandal : David Kendall
- The Mortgaged Wife : Darrell Courtney

#### Années 1920
- 1921 : The Idol of the North : Martin Bates
- 1922 : The Blonde Vampire : Martin Kent
- 1925 : Scandal Street : Howard Manning
- 1929 : Le Dernier Voyage (Side Street) de Malcolm St. Clair : Henchman Mac

#### Années 1930
- 1930 : Romance of the West : Chuck Anderson
- 1935 : Orchids to You : L'employé du fleuriste
- 1938 : Safety in Numbers : Un client
- 1938 : La Coqueluche de Paris (The Rage of Paris), de Henry Koster : Réceptionniste
- 1938 : Youth Takes a Fling : Conducteur de train
- 1939 : Monsieur Smith au Sénat (Mr. Smith Goes to Washington), de Frank Capra : Sénateur

#### Années 1940
- 1942 : La Splendeur des Amberson (The Magnificent Ambersons), d'Orson Welles : Citoyen
- 1942 : Over My Dead Body : Bailiff
- 1947 : L'Exilé (The Exile), de Max Ophüls : Burger

### comme réalisateur
- 1912 : Toys of Destiny
- 1913 : The Tramp Reporter
- 1913 : The Rugged Coast
- 1913 : Their Mutual Friend
- 1913 : His Ideal of Power
- 1913 : Two Sides to the Story
- 1913 : The Law of Compensation
- 1913 : The Curse
- 1913 : The Calling of Louis Mona
- 1913 : Bachelor Bill's Birthday Present
- 1913 : The Violet Bride
- 1913 : His Weakness Conquered
- 1913 : Fate and Three
- 1913 : The Sea Urchin
- 1913 : The Folly of It All
- 1913 : The Reincarnation of a Soul
- 1913 : In the Cycle of Life
- 1913 : The Blood Red Tape of Charity
- 1913 : The Trap
- 1913 : The Pilgrim -- Messenger of Love
- 1913 : Through Barriers of Fire
- 1913 : A Man in the World of Men
- 1913 : The Lesson the Children Taught
- 1913 : A Stolen Identity
- 1913 : A Seaside Samaritan
- 1913 : His Own Blood
- 1913 : What Happened to Freckles
- 1913 : The Unhappy Pair
- 1914 : An Evil of the Slums
- 1914 : Them Ol' Letters
- 1914 : Trust Begets Trust
- 1914 : Coincidental Bridegroom
- 1914 : Into the Lion's Pit
- 1914 : Withered Hands
- 1914 : My Mother's Irish Shawls
- 1914 : Hand That Rules the World
- 1914 : The Faith of Two
- 1914 : Hands Invisible
- 1914 : The Romance of an Actor
- 1914 : Pitfalls
- 1914 : The Taint of an Alien
- 1914 : The Two Gun Man
- 1914 : The Hoosier Schoolmaster
- 1915 : The Bomb Throwers
- 1915 : Evidence
- 1915 : Bondwomen
- 1916 : The Yellow Passport
- 1916 : The Social Highwayman (it)
- 1916 : The Perils of Divorce
- 1916 : The Summer Girl
- 1917 : The Missing Wallet
- 1919 : The Poison Pen

### comme scénariste
- 1911 : Bearded Youth
- 1911 : The Baron de Mack Sennett